# Championnats du monde de cyclisme sur piste 2006
Navigation
Championnats du monde 2005 Championnats du monde 2007
Les championnats du monde de cyclisme sur piste 2006 se sont déroulés à Bordeaux en France, du 13 au 16 avril.

## Programme des finales
15 finales réparties sur 4 jours afin de décerner à leurs vainqueurs le maillot arc-en-ciel de champion du monde de la discipline. 

### Jeudi 13 avril
- 500 mètres contre la montre Femmes
- Poursuite individuelle Femmes
- Vitesse par équipes
- Course aux points Hommes

### Vendredi 14 avril
- Course aux points Femmes
- Poursuite individuelle Hommes
- Kilomètre contre la montre
- Keirin Hommes

### Samedi 15 avril
- Scratch Hommes
- Vitesse Femmes
- Poursuite par équipes

### Dimanche 16 avril
- Scratch Femmes
- Vitesse Hommes
- Américaine
- Keirin Femmes

## Résultats

### Hommes
| Compétition            | Or                                                                   | Or             | Argent                                                            | Argent         | Bronze                                                                      | Bronze         |
| ---------------------- | -------------------------------------------------------------------- | -------------- | ----------------------------------------------------------------- | -------------- | --------------------------------------------------------------------------- | -------------- |
| Kilomètre              | Chris Hoy Royaume-Uni                                                |                | Ben Kersten Australie                                             |                | François Pervis France                                                      |                |
| Keirin                 | Theo Bos Pays-Bas                                                    |                | José Antonio Escuredo Espagne                                     |                | Arnaud Tournant France                                                      |                |
| Vitesse individuelle   | Theo Bos Pays-Bas                                                    |                | Craig MacLean Royaume-Uni                                         |                | Stefan Nimke Allemagne                                                      |                |
| Vitesse par équipes    | Grégory Baugé Mickaël Bourgain Arnaud Tournant France                |                | Jason Queally Chris Hoy Jamie Staff Royaume-Uni                   |                | Shane Perkins Ryan Bayley Shane Kelly Australie                             |                |
| Poursuite individuelle | Robert Bartko Allemagne                                              | 4 min 18 s 519 | Jens Mouris Pays-Bas                                              | 4 min 23 s 474 | Paul Manning Royaume-Uni                                                    | 4 min 21 s 097 |
| Poursuite par équipes  | Peter Dawson Matthew Goss Mark Jamieson Stephen Wooldridge Australie |                | Steve Cummings Geraint Thomas Paul Manning Rob Hayles Royaume-Uni |                | Volodymyr Dyudya Roman Kononenko Lyubomyr Polatayko Maxim Polischuk Ukraine |                |
| Américaine             | Joan Llaneras Isaac Gálvez Espagne                                   | 16             | Lyubomyr Polatayko Volodymyr Rybin Ukraine                        | 11             | Juan Curuchet Walter Pérez Argentine                                        | 9              |
| Course aux points      | Peter Schep Pays-Bas                                                 | 31             | Rafał Ratajczyk Pologne                                           | 18             | Vasil Kiryienka Biélorussie                                                 | 15             |
| Scratch                | Jérôme Neuville France                                               |                | Ángel Darío Colla Argentine                                       |                | Ioánnis Tamourídis Grèce                                                    |                |

### Femmes
| Compétition            | Or                              | Or       | Argent                         | Argent   | Bronze                          | Bronze   |
| ---------------------- | ------------------------------- | -------- | ------------------------------ | -------- | ------------------------------- | -------- |
| 500 mètres             | Natalia Tsylinskaya Biélorussie | 34 s 152 | Anna Meares Australie          | 34 s 352 | Lisandra Guerra Cuba            | 34 s 609 |
| Keirin                 | Christin Muche Allemagne        |          | Clara Sanchez France           |          | Guo Shuang Chine                |          |
| Vitesse individuelle   | Natalia Tsylinskaya Biélorussie |          | Victoria Pendleton Royaume-Uni |          | Guo Shuang Chine                |          |
| Poursuite individuelle | Sarah Hammer États-Unis         |          | Olga Slyusareva Russie         |          | Katie Mactier Australie         |          |
| Course aux points      | Vera Carrara Italie             | 35       | Olga Slyusareva Russie         | 35       | Gema Pascual Torrecilla Espagne | 30       |
| Scratch                | María Luisa Calle Colombie      |          | Gina Grain Canada              |          | Olga Slyusareva Russie          |          |

## Tableau des médailles
| Rang | Nation      | Or | Argent | Bronze | Total |
| ---- | ----------- | -- | ------ | ------ | ----- |
| 1    | Pays-Bas    | 3  | 1      |        | 4     |
| 2    | France      | 2  | 1      | 2      | 5     |
| 3    | Allemagne   | 2  |        | 1      | 3     |
| 4    | Biélorussie | 2  |        | 1      | 3     |
| 5    | Royaume-Uni | 1  | 4      | 1      | 6     |
| 6    | Australie   | 1  | 2      | 2      | 5     |
| 7    | Espagne     | 1  | 1      | 1      | 3     |
| 8    | Colombie    | 1  |        |        | 1     |
| 8    | Italie      | 1  |        |        | 1     |
| 8    | États-Unis  | 1  |        |        | 1     |
| 11   | Russie      |    | 2      | 1      | 3     |
| 12   | Argentine   |    | 1      | 1      | 2     |
| 12   | Ukraine     |    | 1      | 1      | 2     |
| 14   | Canada      |    | 1      |        | 1     |
| 14   | Pologne     |    | 1      |        | 1     |
| 16   | Chine       |    |        | 2      | 2     |
| 17   | Cuba        |    |        | 1      | 1     |
| 17   | Grèce       |    |        | 1      | 1     |